# Amt Recknitz-Trebeltal
Het Amt Recknitz-Trebeltal is een samenwerkingsverband van 10 gemeenten in het  Landkreis Vorpommern-Rügen in de Duitse deelstaat Mecklenburg-Voor-Pommeren. Het Amt telt 8.647 inwoners. Het bestuurscentrum bevindt zich in  Tribsees.

## Gemeenten
1. Bad Sülze, stad (1.731)
2. Dettmannsdorf (1.036)
3. Deyelsdorf (477)
4. Drechow (219)
5. Eixen (741)
6. Grammendorf (533)
7. Gransebieth (554)
8. Hugoldsdorf (126)
9. Lindholz (632)
10. Tribsees, stad * (2.598)